# Konferenz der Ausschussvorsitze

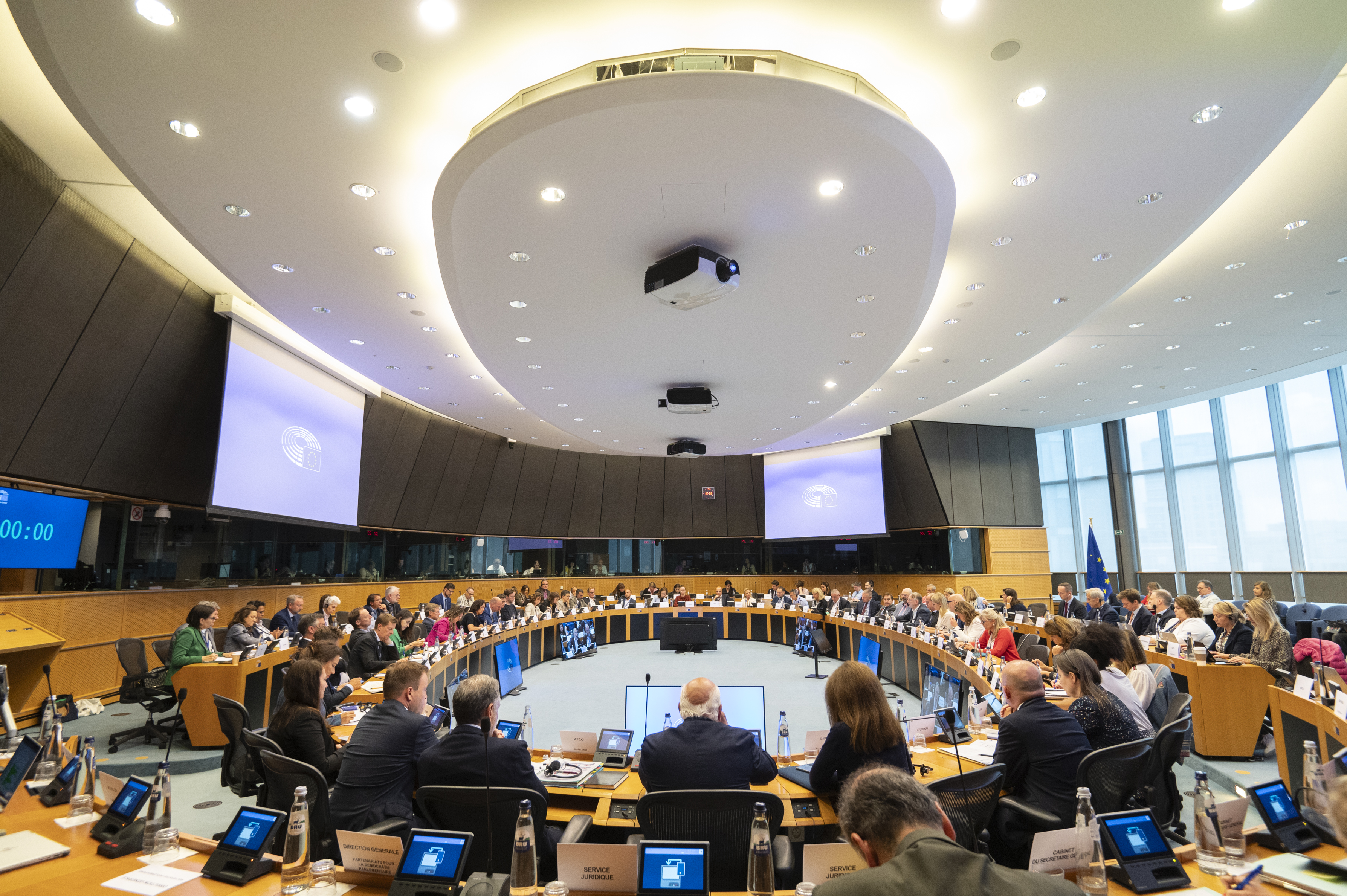
Blick auf die Konferenz der Ausschussvorsitze während der konstituierenden Sitzung der 10. Wahlperiode im Juli 2024

Die Konferenz der Ausschussvorsitze (englisch Conference of Committee Chairs, französisch La Conférence des présidents des commissions, kurz CPCO oder CCC) ist ein Organ des Europäischen Parlaments und setzt sich aus den Vorsitzenden der parlamentarischen und Sonderausschüsse zusammen. Sie legt der Konferenz der Präsidenten Empfehlungen für die Arbeit der Ausschüsse und ihrer Zuständigkeiten sowie vor jeder Sitzung Vorschläge für die Tagesordnung vor. Vorsitzender der Konferenz ist der Vorsitzende des Ausschuss für internationalen Handel, Bernd Lange (SPD/S&D).
Rechtsgrundlage ist Art. 29 der Geschäftsordnung. Der Konferenzvorsitz wird alle zweieinhalb Jahre kurz nach den Ausschussvorsitzwahlen neu gewählt.

## Vorsitzende der Konferenz (Auswahl)
- 1999–2002: Ana de Palacio (PP/EVP)
- 2004–2007: Joseph Daul (UMP/EVP)
- 2007–2009: Gerardo Galeote (PP/EVP)
- 2009–Februar 2014: Klaus-Heiner Lehne (CDU/EVP, schied vorzeitig aus dem Europäischen Parlament aus)
- März 2024–Juni 2014: Doris Pack (CDU/EVP)
- Juli 2014–2017: Jerzy Buzek (PO/EVP)
- 2017–2019: Cecilia Wikström (L/ALDE)
- Juli 2019–Februar 2022: Antonio Tajani (FI/EVP)
- seit 15. Februar 2022: Bernd Lange (SPD/S&D)[1][2]